# Suillus granulatus
Bolet granulé, Pissacan, Vachette
Ne doit pas être confondu avec Cèpe des pins.
Espèce
Statut de conservation UICN

 LC  : Préoccupation mineure
Suillus granulatus, le Bolet granulé, Pissacan, ou encore Vachette, anciennement Boletus granulatus, est une espèce de champignons basidiomycètes du genre Suillus. Il est caractérisé par son pied blanchâtre orné de granulations, ses pores exsudant parfois des gouttelettes laiteuses et son habitat exclusivement sous pins.

## Taxonomie
Le nom correct complet (avec auteur) de ce taxon est Suillus granulatus (L.) Roussel, 1806.
L'espèce a été initialement classée dans le genre Boletus sous le basionyme Boletus granulatus L., 1753.

### Synonymes
Suillus granulatus a pour synonymes :
- Agaricus granulatus (L.) Lam., 1783
- Boletus granulatus L., 1753
- Boletus lactifluus With., 1796
- Ixocomus granulatus (L.) Quél., 1888
- Rostkovites granulatus (L.) P. Karst., 1881
- Suillus granulatus var. granulatus (L.) Roussel, 1806
- Viscipellis granulata (L.) Quél., 1886
- Viscipellis granulata (Linnaeus) Quélet, 1886

### Phylogénie
Suillus granulatus a été décrit pour la première fois par Carl Linnaeus en 1753 comme une espèce de Boletus. Le naturaliste français Henri François Anne de Roussel lui a donné son nom actuel lorsqu'il l'a transféré au genre Suillus en 1796.

### Étymologie
L'épithète spécifique granulatus, signifiant "granuleux", fait référence aux granulations ornant le pied de cette espèce.

### Publication originale

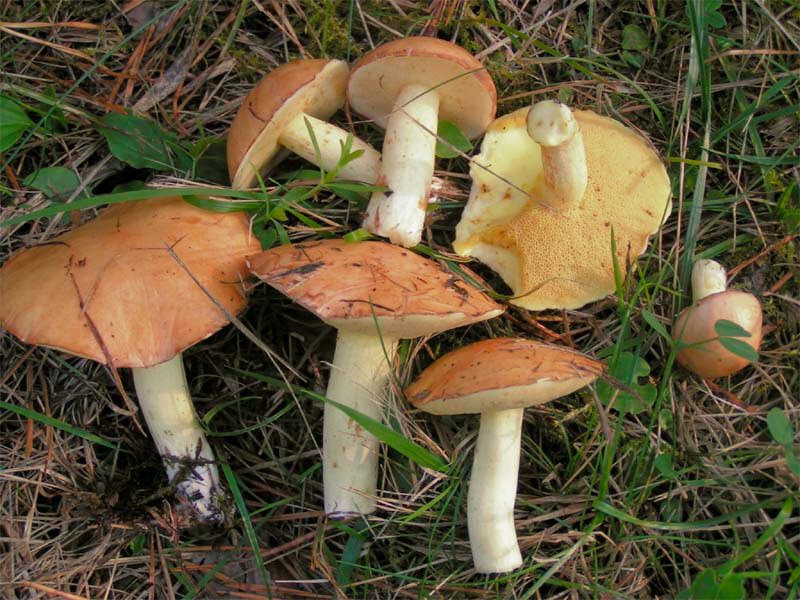
Collection de sporophores de S. granulatus en Allemagne.

H.F.A. Roussel, Flore du Calvados et terrains adjacents, composée suivant la méthode de Jussieu, 1796, p. 1-268

### Noms vulgaires et vernaculaires
Ce taxon porte en français les noms vernaculaires ou normalisés suivants : Bolet granulé, bolet beurré, bolet granuleux, bolet vachette, vachette.
Suillus granulatus porte aussi le nom vernaculaire populaire de "Pissacan", du Provençal Pissa-can, signifiant une plante ou un champignon sur lequel les chiens urinent, en réfèrence à l'aspect gluant et à la comestibilité médiocre de cette espèce (et des espèces proches). Ce terme est souvent utilisé de façon vague et inexacte, il est aussi utilisé pour faire réfèrence à n'importe quel Suillus de la section Granulati (Suillus granulatus, Suillus collinitus, Suillus bellinii, Suillus mediterraneensis), ou encore à n'importe quelle espèce du genre Suillus, c'est-à-dire la plupart des bolets à l'aspect gluant et flasque. Néanmoins, il s'agit du nom sous lequel cette espèce et ses proches sont recherchées dans le Sud de la France à des fins de consommation.
Suillus granulatus est parfois aussi nommé à tort "Cèpe des pins", mais le Cèpe des pins est une tout autre espèce ; Boletus pinophilus.

## Description du sporophore

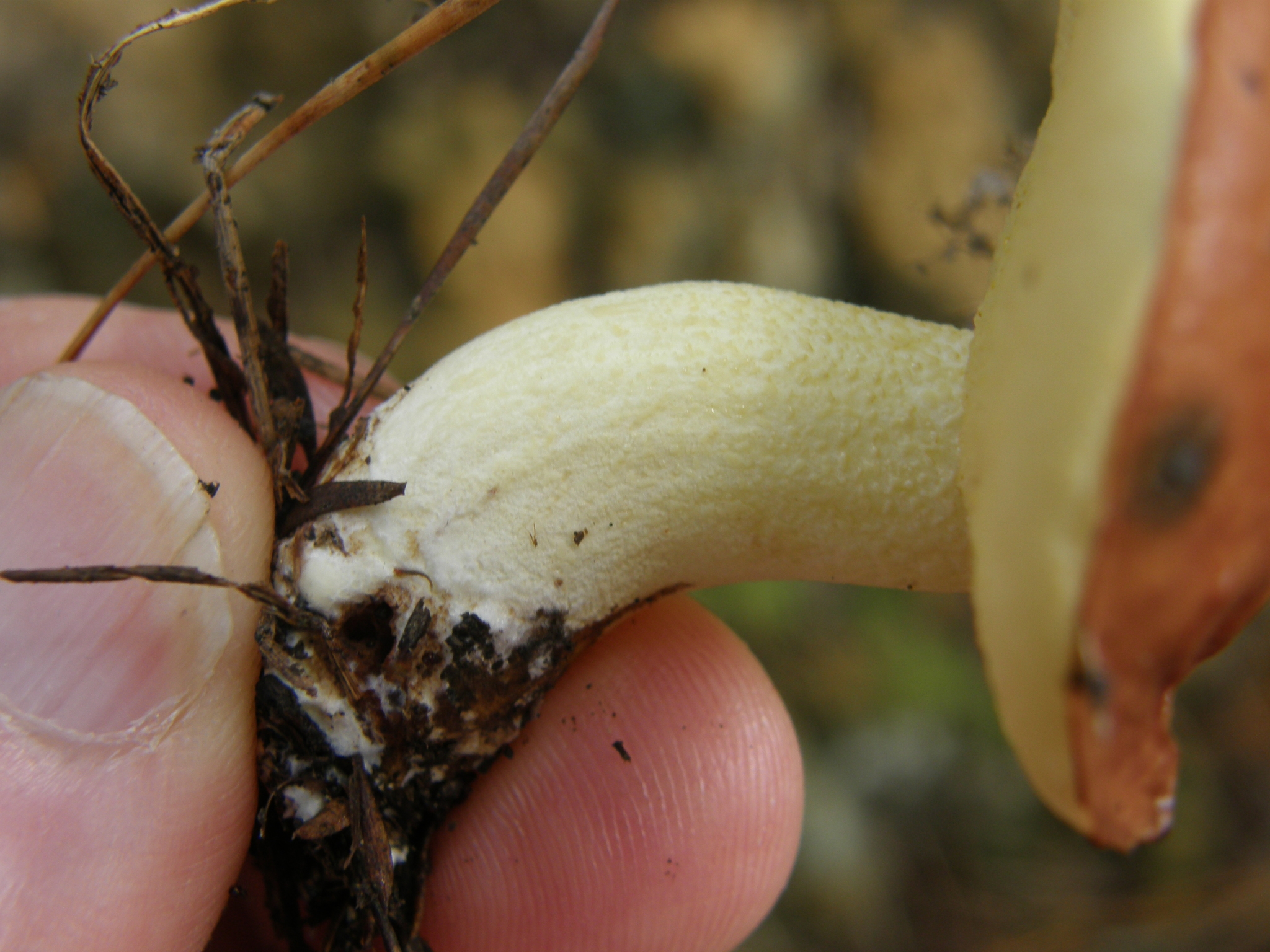
Granulations blanchâtres sur le pied de S. granulatus.

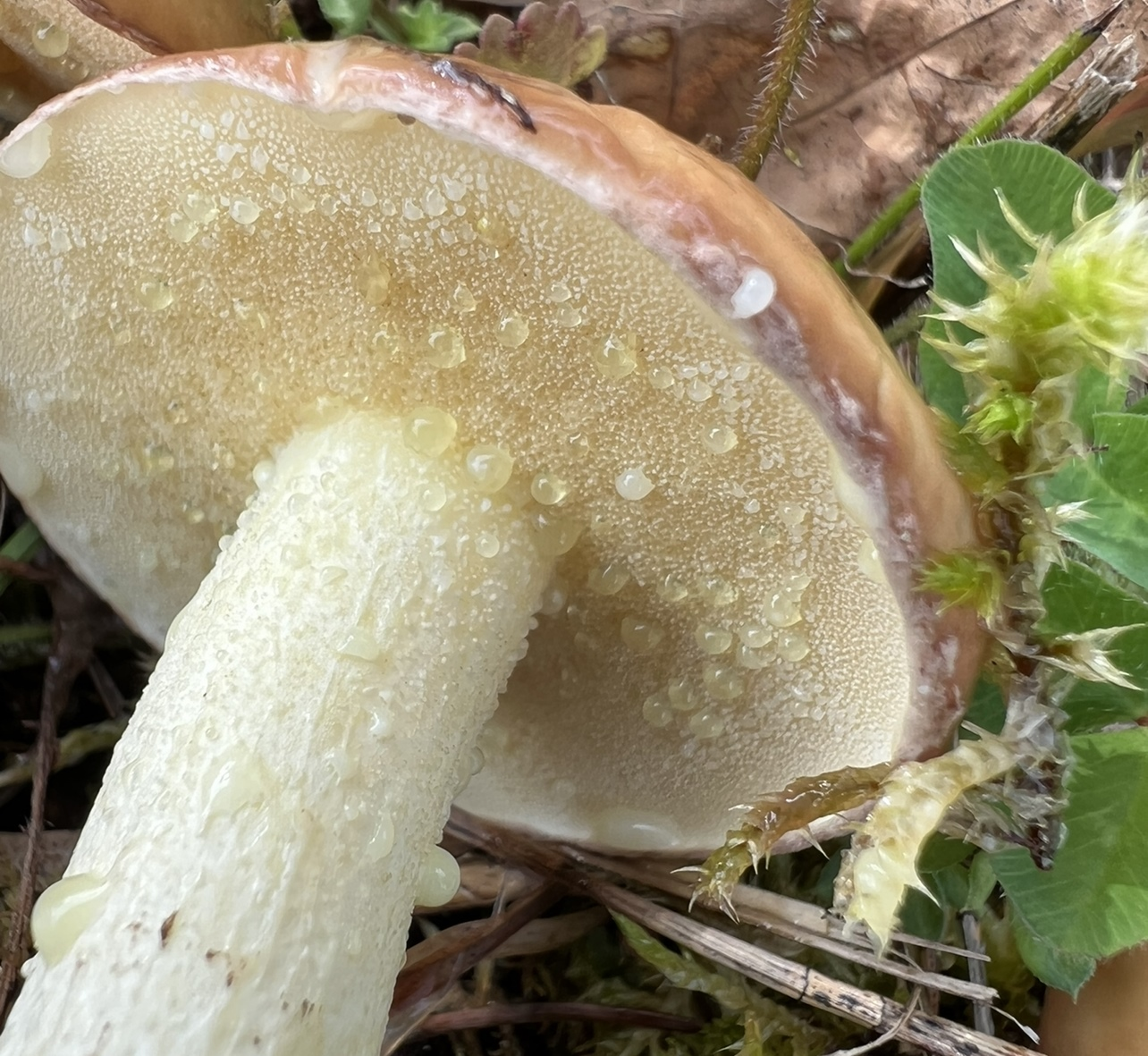
Pores exsudant un liquide blanchâtre.

Les bolets sont des champignons dont l’hyménophore, constitué de tubes et terminés par des pores, se sépare facilement de la chair du chapeau. Ce chapeau d'abord rond, recouvert d'une cuticule, devient convexe à mesure qu’il vieillit. Ils ont un pied (stipe) central assez épais et une chair compacte. Les caractéristiques morphologiques de S. granulatus sont les suivantes :
Son chapeau mesure 4 à 12 cm, il est visqueux, de couleur brun-roux à brun orangé ou jaune ochracé.
L'hyménophore présente des tubes jaune clair puis jaunes et enfin jaune verdâtre. Ses pores sont fins à moyens (jusqu'à 1 mm de diamètre) ; les jeunes sujets pleurent des gouttelettes opalescentes.
Son stipe mesure 4 à 10 cm x 1 à 3 cm, il est blanchâtre puis jaune clair, à base teintée de roussâtre, et à sommet couvert de granulations blanchâtres puis brunes ou rousses.
La chair est blanche dans le chapeau, jaune dans le pied, immuable. Sa saveur est douce et son odeur est faible, agréable.
Son mycélium est blanc. Sa sporée est brun orange à reflet olive.

### Caractéristiques microscopiques
Ses spores sont elliptiques fusoïdes, lisses, brun jaunâtre, mesurant 7 à 10 µm x 3,5 à 4,5 µm. Ses basides sont tétrasporiques, non bouclées. 
Ses cheilocystides sont clavées, brunes, fasciculées, mesurant 45 à 60 µm x 9 à 12 µm. Ses pleurocystides sont absentes.

## Galerie

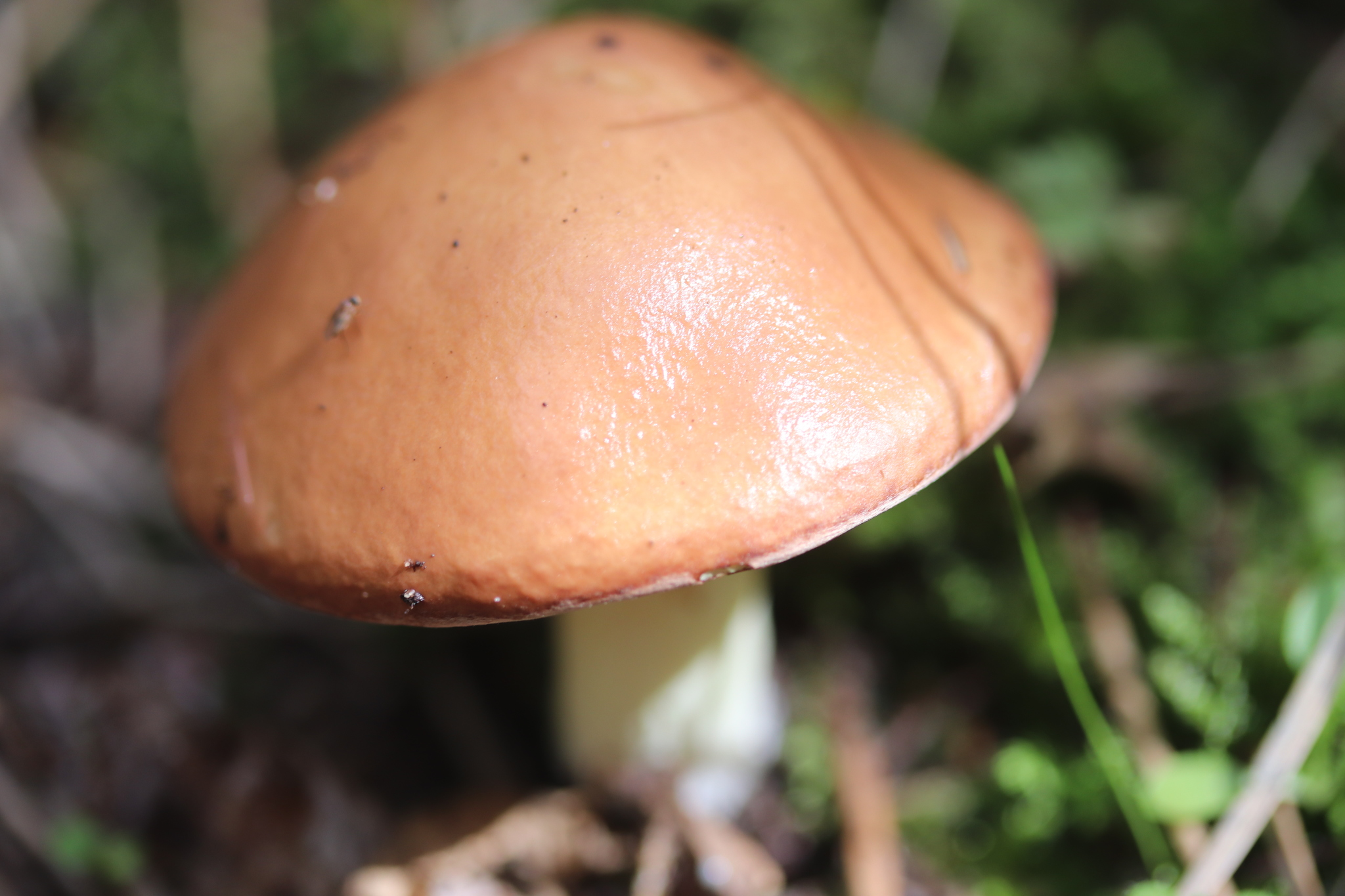
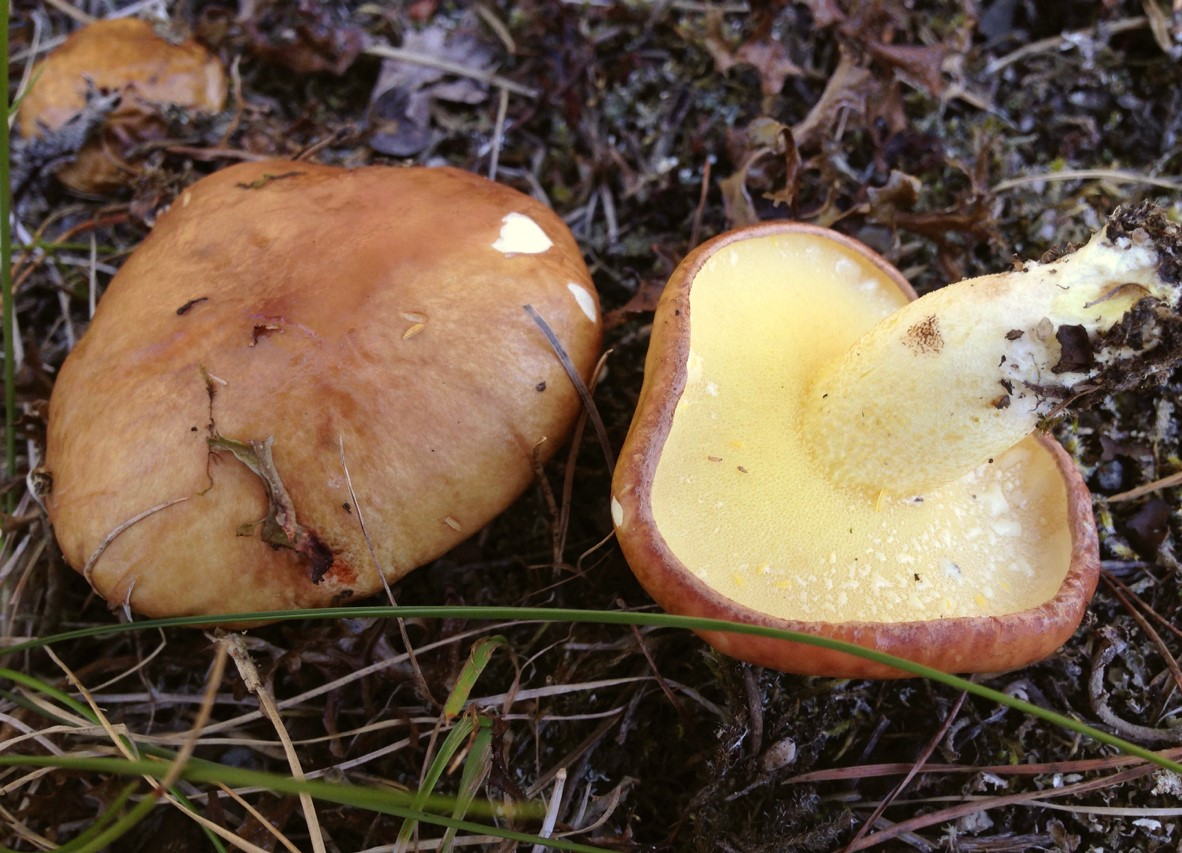
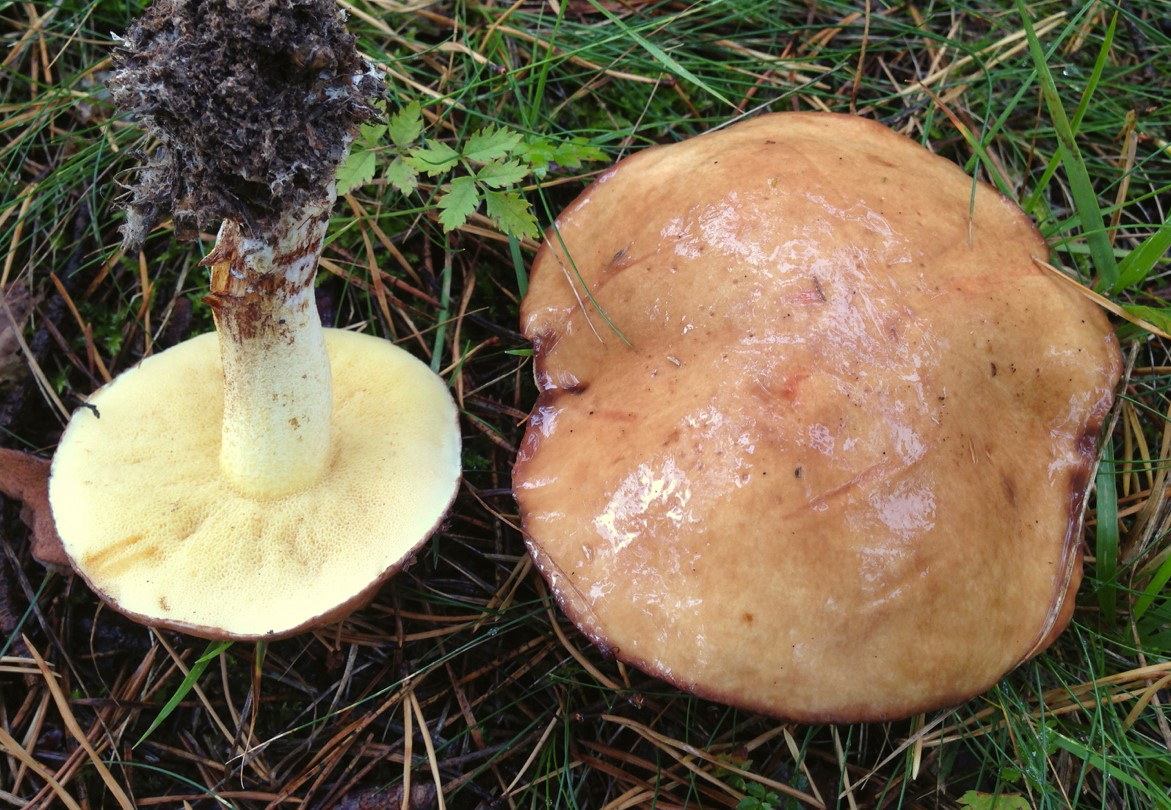
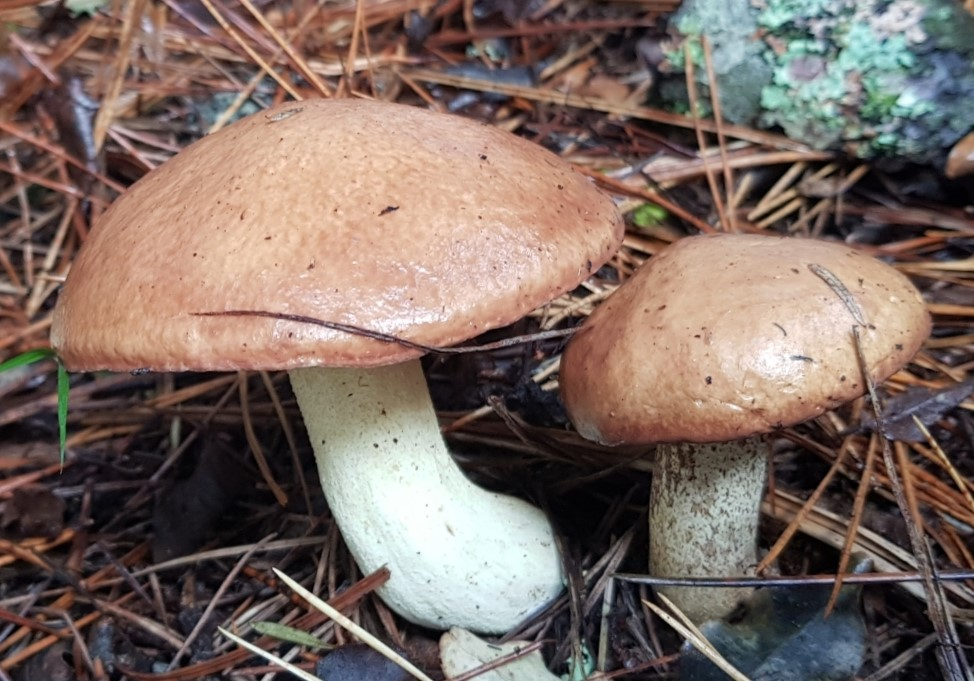
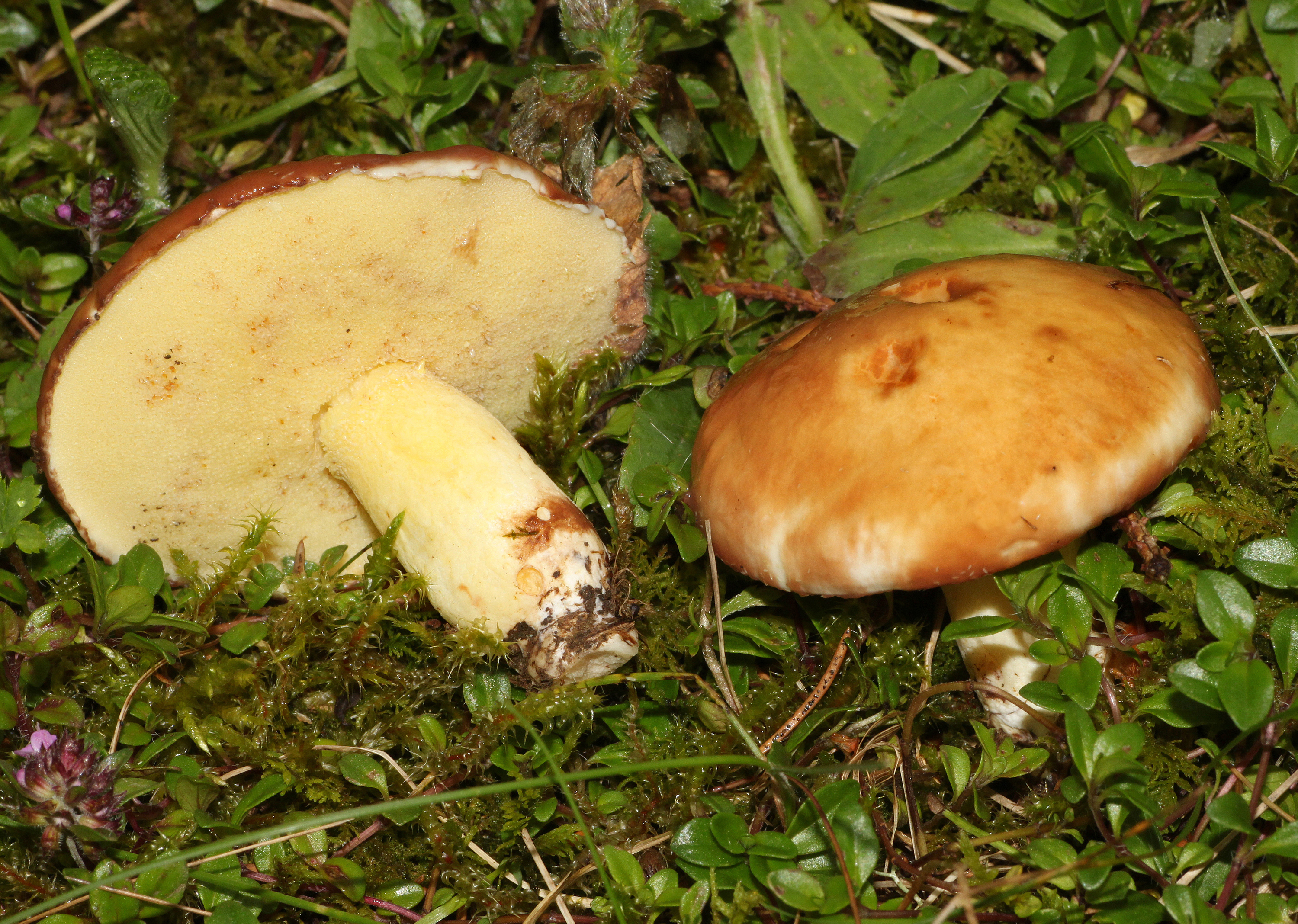
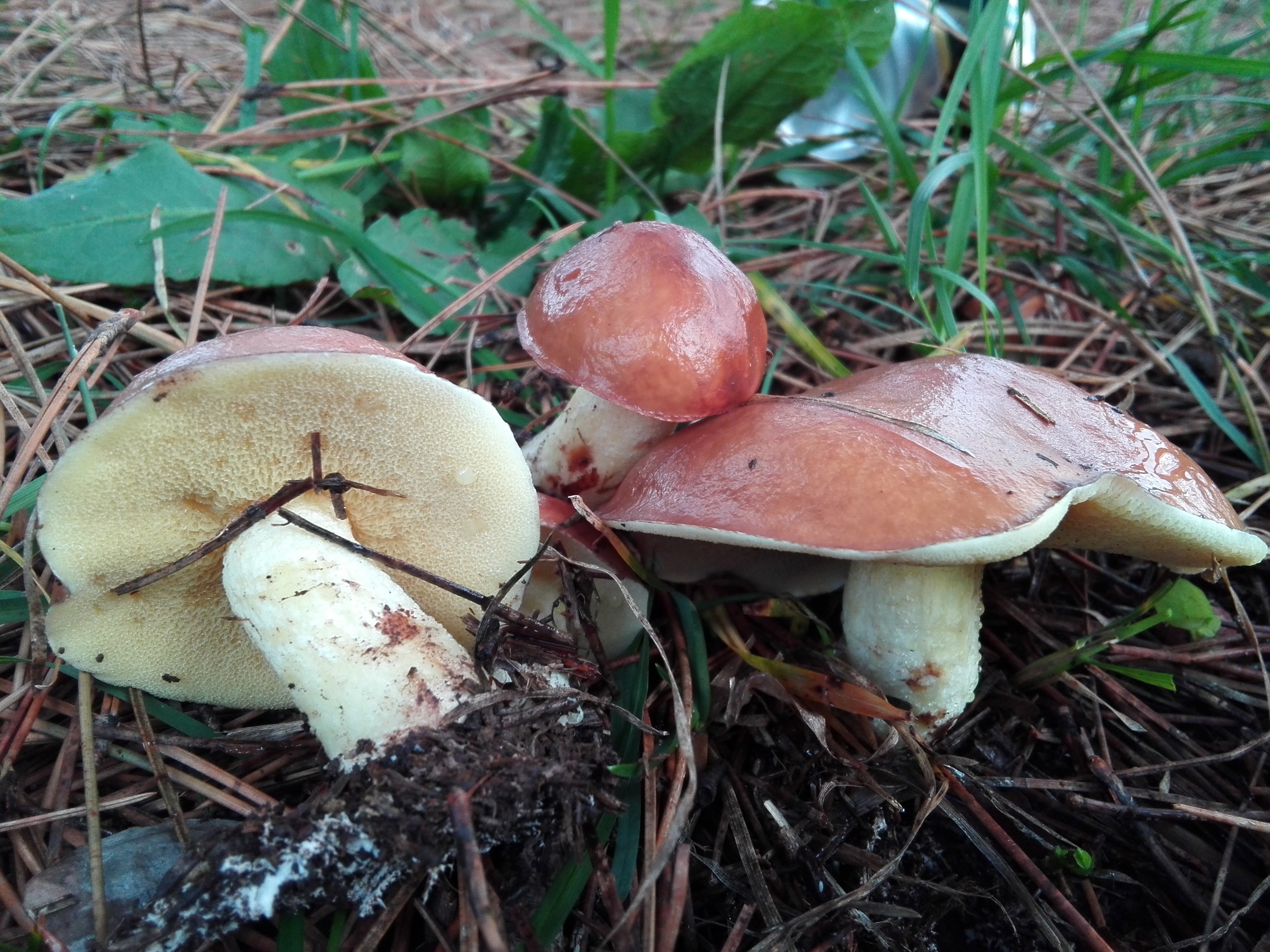
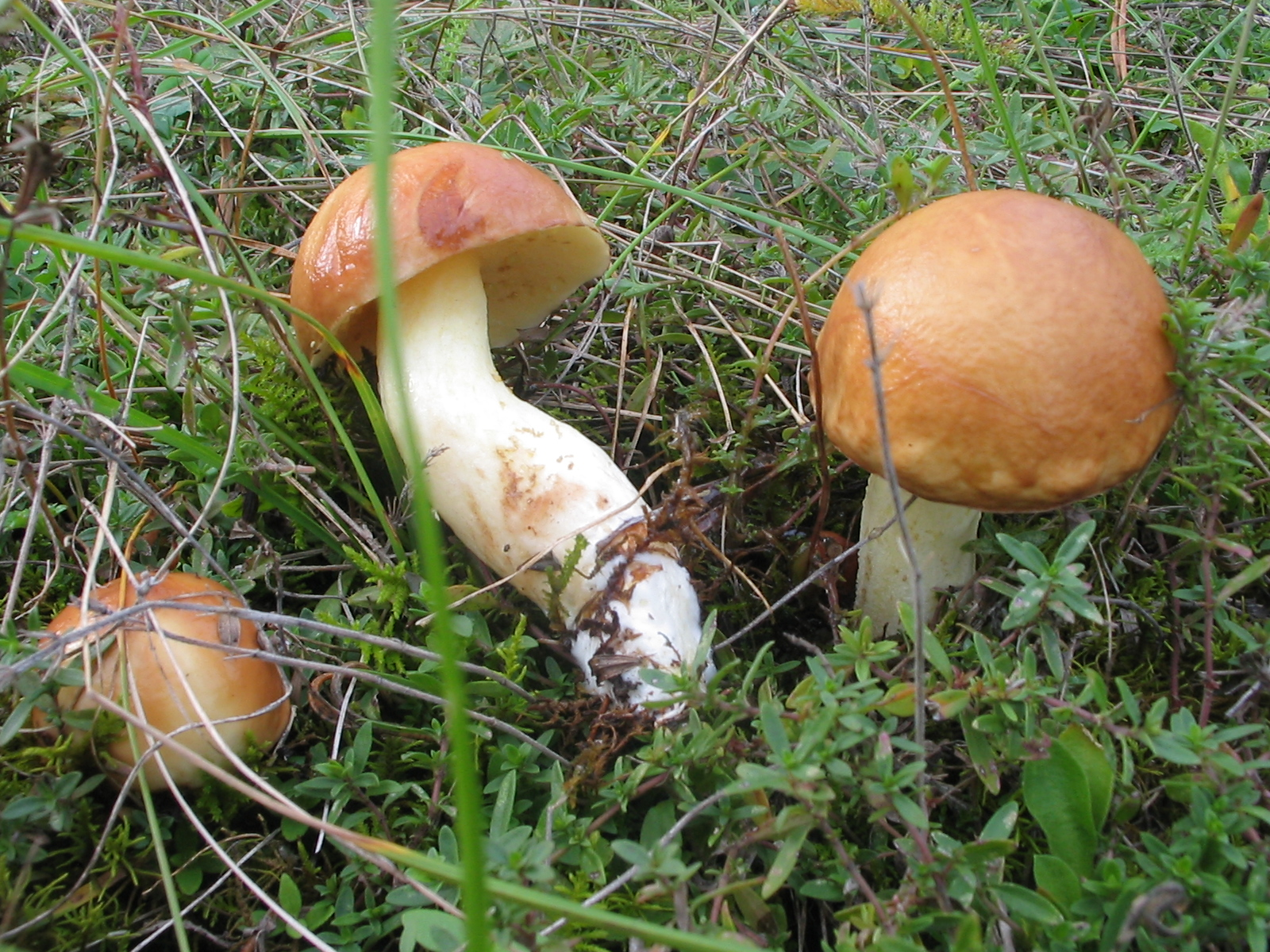
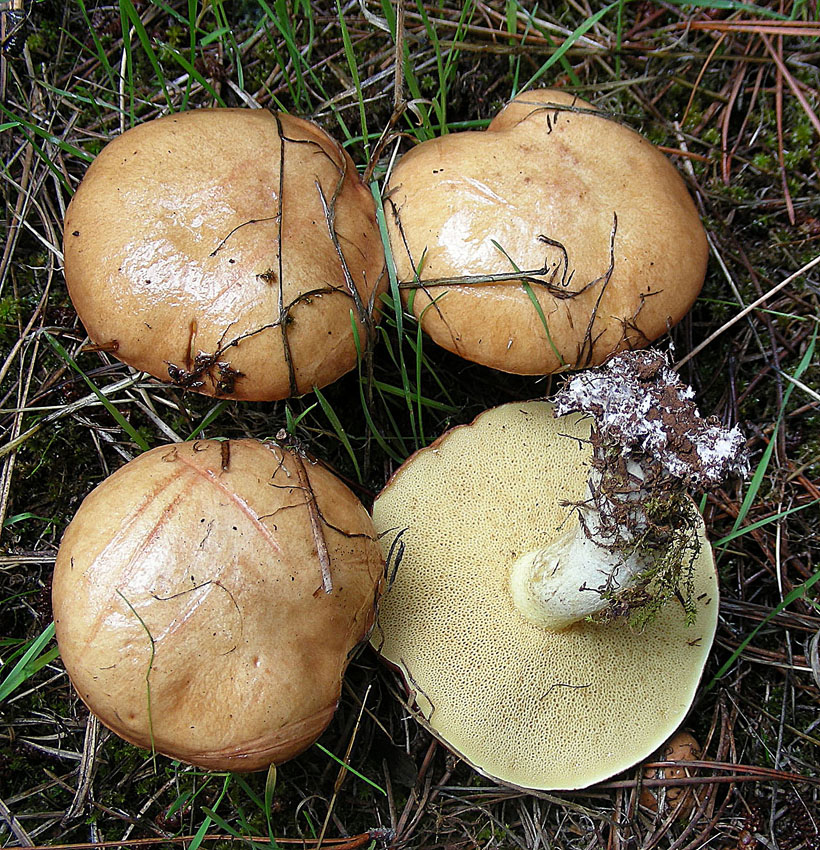
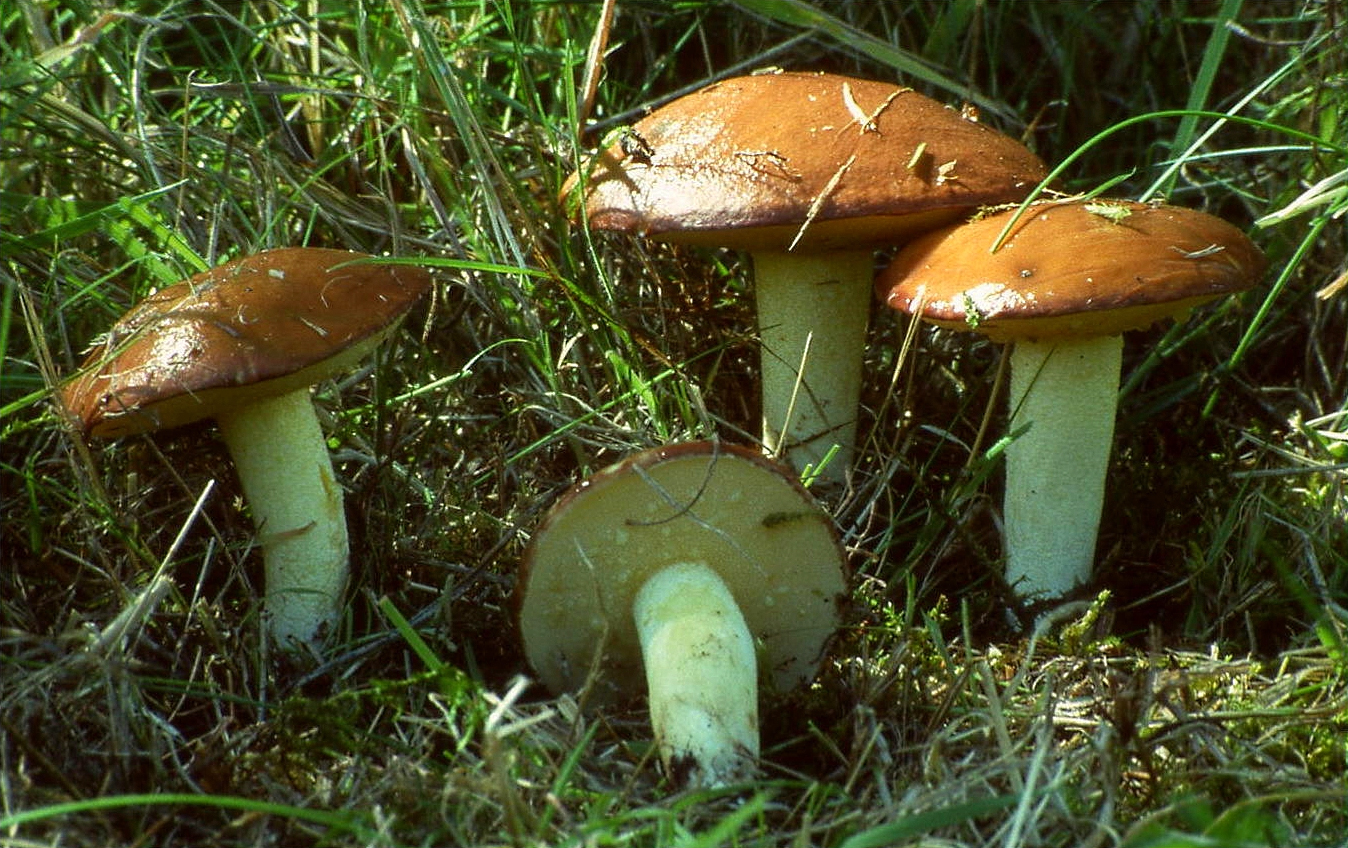
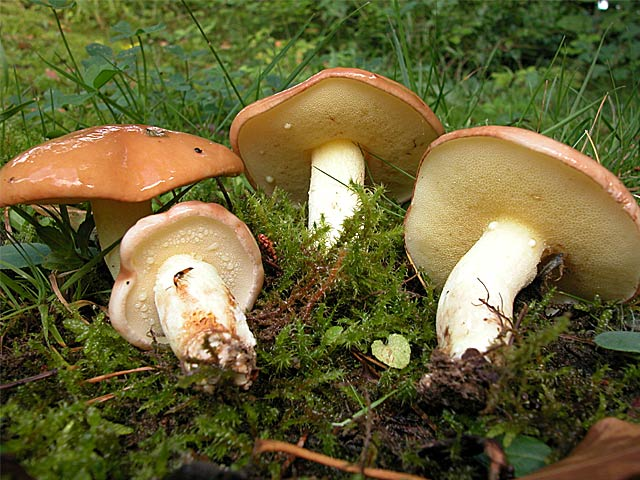
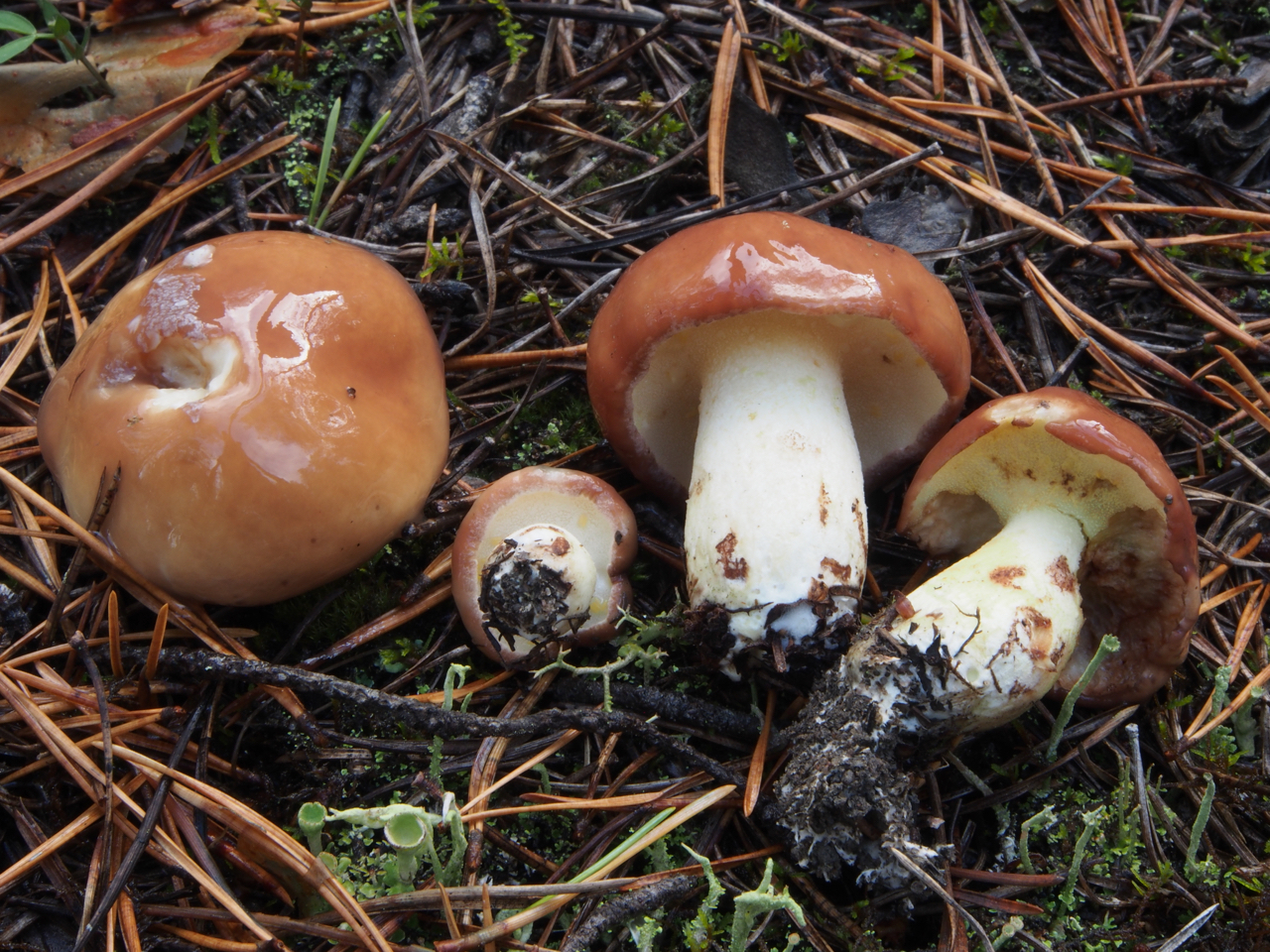
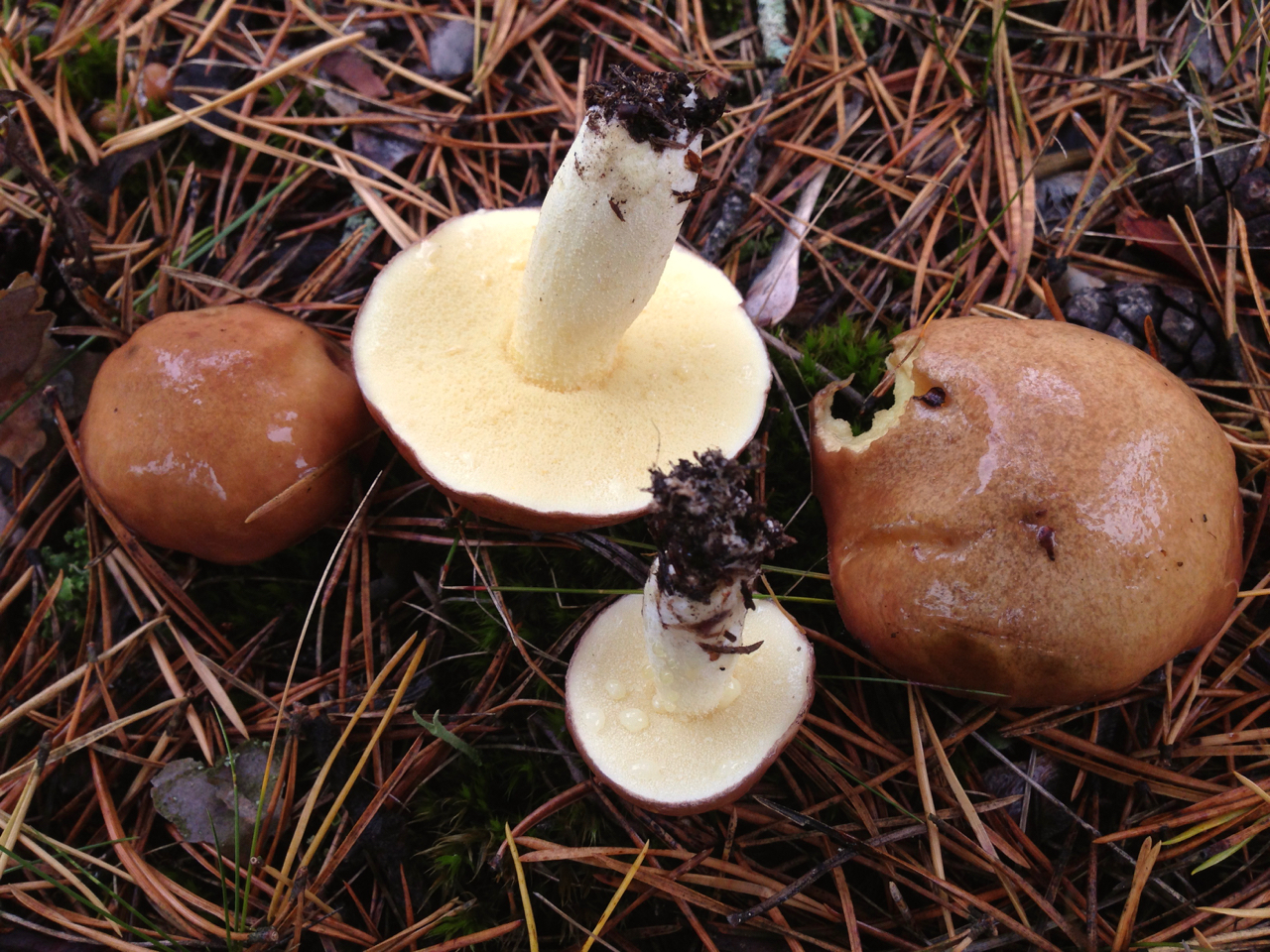
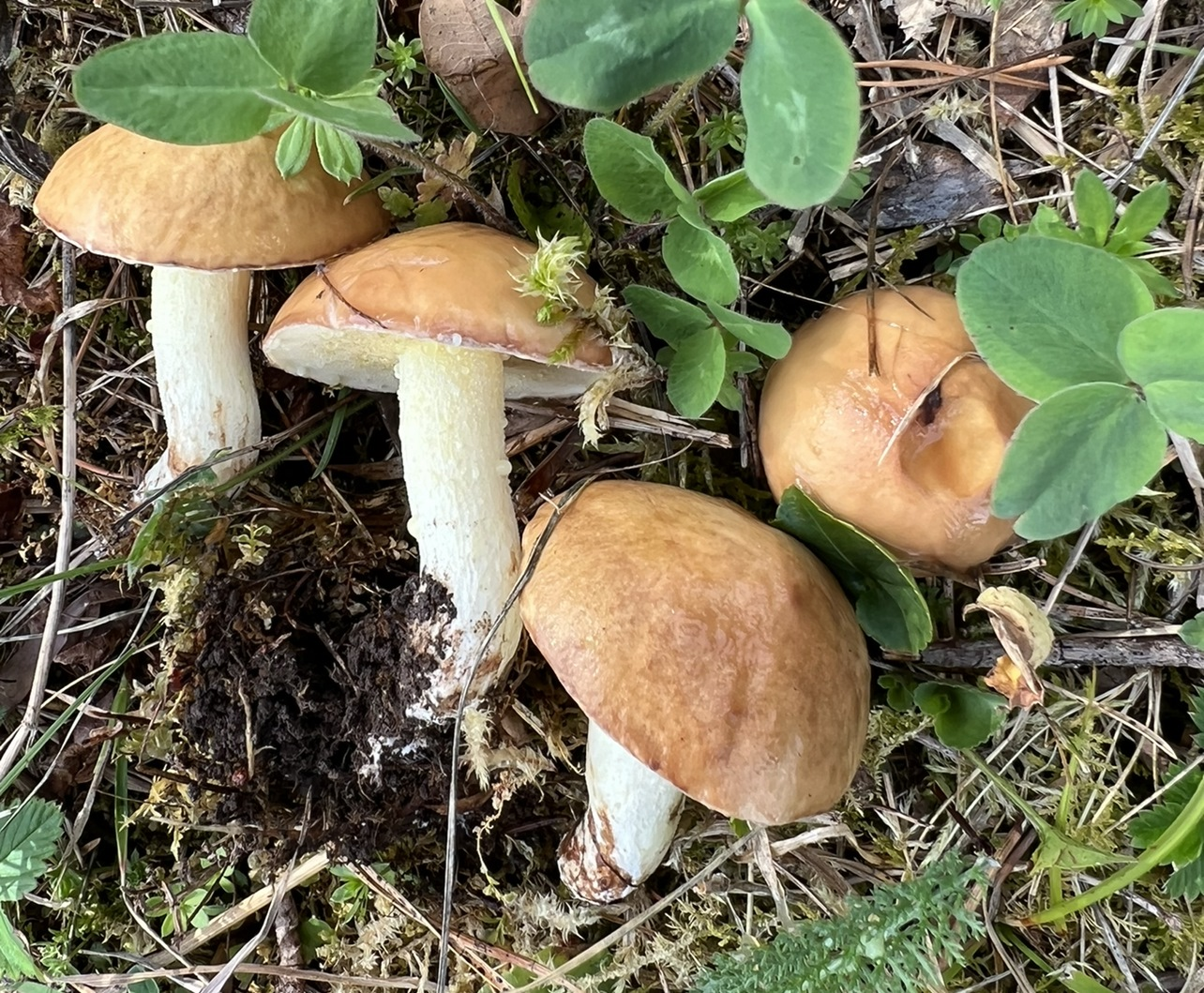
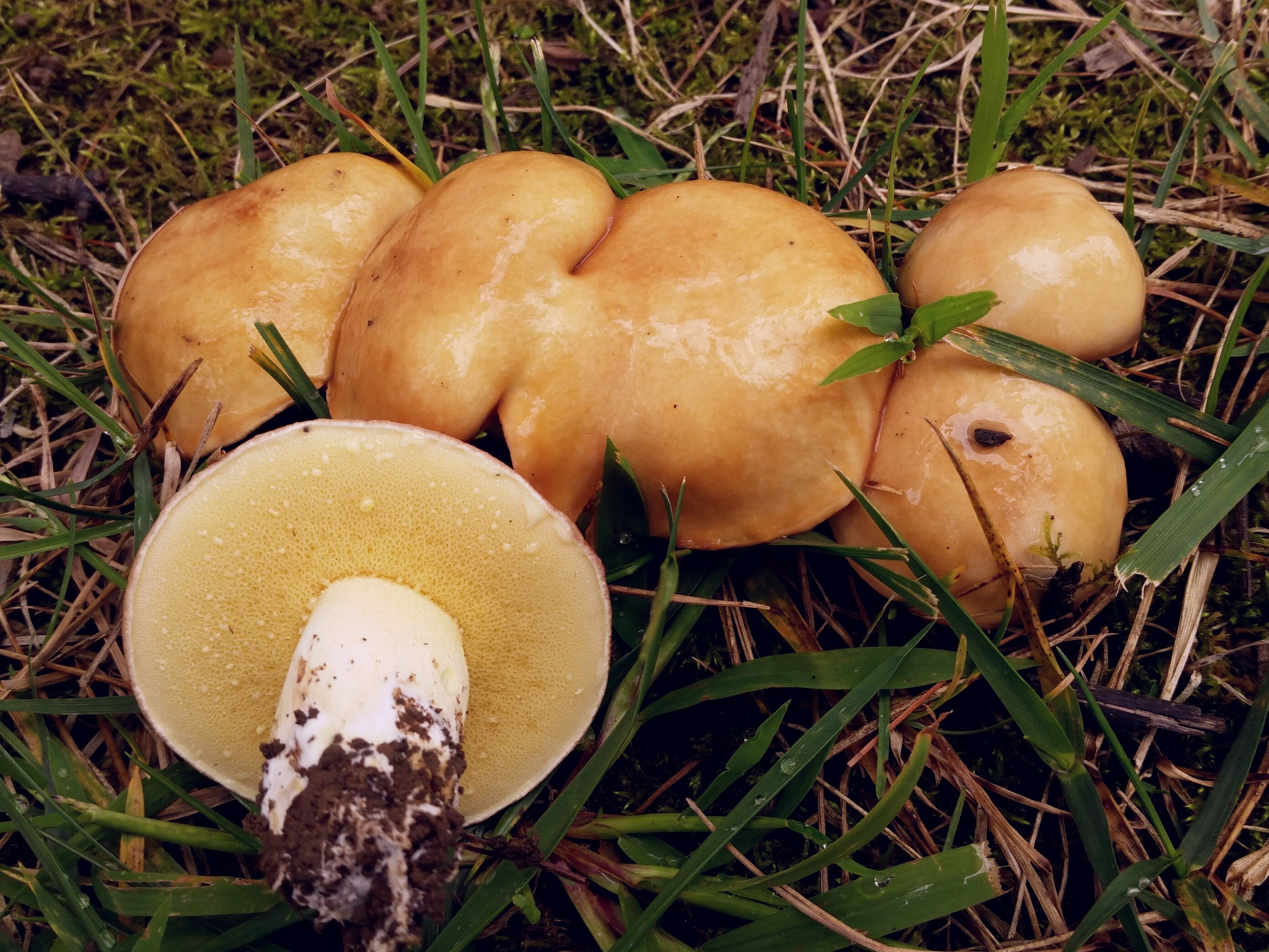
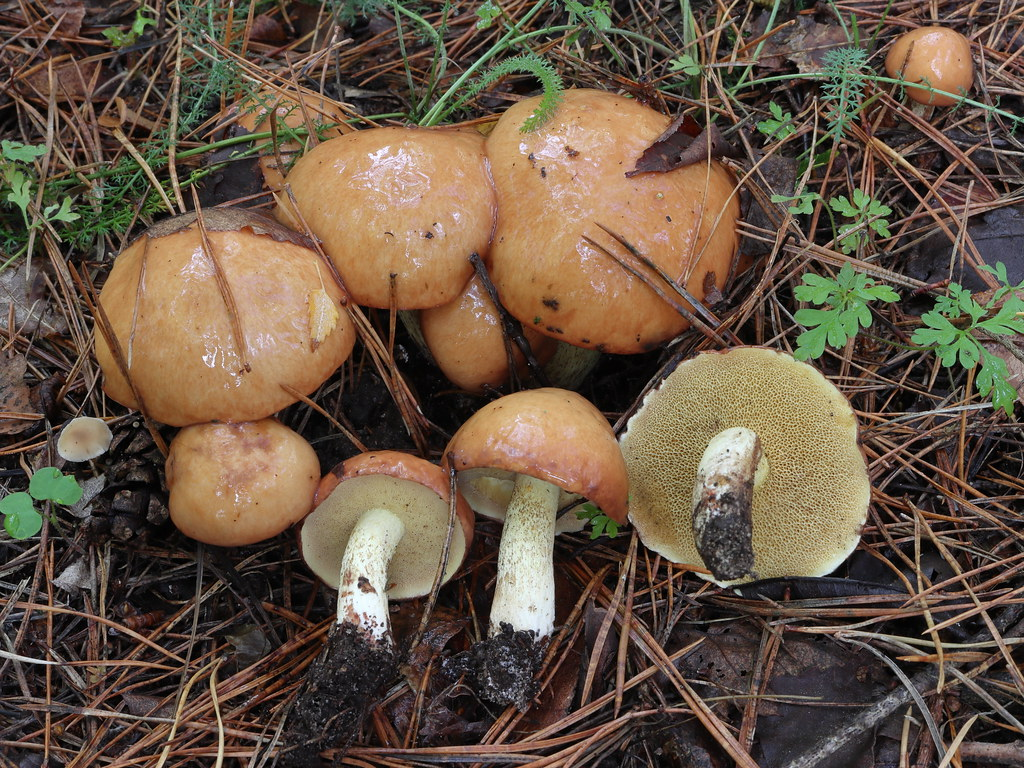

## Variétés et formes
- Suillus granulatus f. marchandii, méridional en sol calcaire, se distingue par son chapeau plus brun, ses pores hexagonaux plus grands et sa base du stipe brun sombre[6].
- Suillus granulatus var. flavovirens, chapeau d'un magnifique jaune orangé[6].

## Habitat et distribution
Il s'agit un champignon ectomycorhizien, poussant uniquement sous les pins, parfois en grand nombre, sur sol calcaire,.
Il est commun en Grande-Bretagne, en Europe continentale et en Amérique du Nord. Originaire de l'hémisphère nord, il a également été introduit en Australie dans les plantations de pins de Monterey (Pinus radiata) et à Madagascar.
Ce taxon se rencontre dans les pays suivants : Allemagne, Andorre, Autriche, Belgique, Bulgarie, Canada, Chine, Croatie, Danemark, Espagne, Estonie, Finlande, France, Grèce, Hongrie, Irlande, Israël, Italie, Japon, Lettonie, Lituanie, Luxembourg, Mexique, Norvège, Palestine, Pays-Bas, Pologne, Portugal, Royaume-Uni, Russie, Taïwan, Serbie, Slovaquie, Slovénie, Suisse, Suède, Tchéquie, États-Unis.

## Comestibilité et toxicité

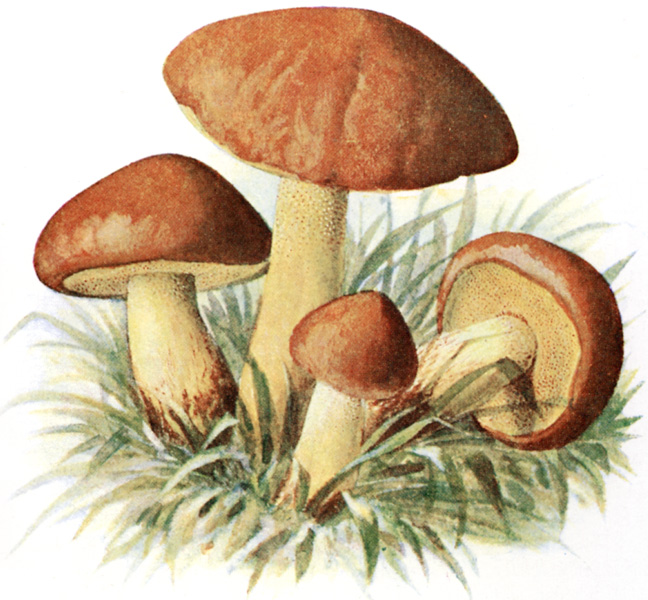
Illustration de Suillus granulatus par Albin Schmalfuß.

En Provence, le Bolet granulé est très recherché, comme les autres bolets du même groupe (Suillus mediterraneensis, Suillus collinitus, Suillus bellinii), sous le nom de "pissacans", S. granulatus pouvant être considéré comme l'espèce type pour ce terme
C'est un comestible réputé consommé traditionnellement dans le Sud de la France , même si les opinions sur sa valeur culinaire sont divergentes. Comme tous les bolets du genre Suillus, le Bolet granulé est plus au moins laxatif selon la tolérance individuelle, la quantité consommée et le degré de maturité des spécimens consommés. Pour cela il est préconisé de ne cueillir que des jeunes spécimens, de retirer le pied fibreux, de peler la cuticule, de respecter une cuisson complète et de consommer une quantité modeste la première fois afin de vérifier que l'on ne possède pas d'intolérance particulière envers cette espèce, étant donné que l'effet laxatif est d'intensité variable selon la prédisposition de chaque consommateur.
En France (2016), la commercialisation de S. granulatus à l'état frais ne peut avoir lieu que si les champignons sont accompagnés d'informations claires pour le consommateur sur la nécessité d'une cuisson complète avant consommation. S. granulatus est parfois inclus dans les conserves de champignons produites commercialement. S. granulatus aurait provoqué des dermites de contact chez certaines personnes, néanmoins ces personnes étaient touchées par des allergies individuelles,.

## Confusions possibles
- Le Bolet à base rose (Suillus collinitus)[11], qui a un chapeau fibrilleux plus marron et un mycélium rose. Comestible jeune, bien cuit, en quantité limitée, après évaluation de sa tolérance aux effets laxatifs.
- Le Bolet de Bellini (Suillus bellinii), qui a un chapeau plus pâle ou plus brun, d'allure "sale" et sa chair est blanchâtre. Comestible jeune, bien cuit, en quantité limitée, après évaluation de sa tolérance aux effets laxatifs.
- Le Bolet méditerranéen (Suillus mediterraneensis), qui possède un chapeau d'abord blanchâtre à jaune pâle puis fauve ochracé, sa chair est plus jaune et il est plus méridional[5]. Comestible jeune, bien cuit, en quantité limitée, après évaluation de sa tolérance aux effets laxatifs.
- Le Bolet jaune (Suillus luteus), qui a un anneau est dont le stipe est granulé uniquement au dessus de l'anneau. Comestible réputé jeune, bien cuit, en quantité limitée, après évaluation de sa tolérance aux effets laxatifs.